# Vest

O busolă: litera "W" reprezintă direcția "vest" ("west" în engleză)

Vestul (apus, occident) este una dintre cele patru direcții cardinale. Direcția est-vest este perpendiculară pe direcția nord-sud, iar vestul se află în stânga unui observator orientat spre nord.
Vestul este direcția către care soarele apune la echinocțiu, și reprezintă deci inversul sensului de rotație a Pământului în jurul propriei axe.
Deplasarea permanentă pe suprafața pământului in direcția vest descrie un cerc de latitudine constantă.

## Folosire
De obicei partea din stânga a hărților reprezintă marginea vestică a zonei reprezentate.
Prin convenție, vestul se află la 270 de grade față de nord (unghiul față de nord al unei direcții oarecare, luat în sens invers trigonometric, se numește azimut).

## Etimologie
Cuvântul „vest” provine din cuvântul latin „vesper”, care inseamnă „după-amiază” (posibil derivat din grecescul „Hesperos”); limbile franceză și germană denotă vestul prin cuvinte foarte asemănătoare.